# ودی (رود)
ودی (به ارمنی: Վեդի) رودی است در کشور ارمنستان که در استان آرارات جریان دارد که از hy:Մանկունք (լեռնագագաթ) سرچشمه می‌گیرد و به رود ارس می‌ریزد. طول آن ۵۸ کیلومتر (۳۶ مایل) و مساحت حوضه آبخیز (دبی) آن ۶۳۳ کیلومتر مربع می‌باشد.

## نگارخانه

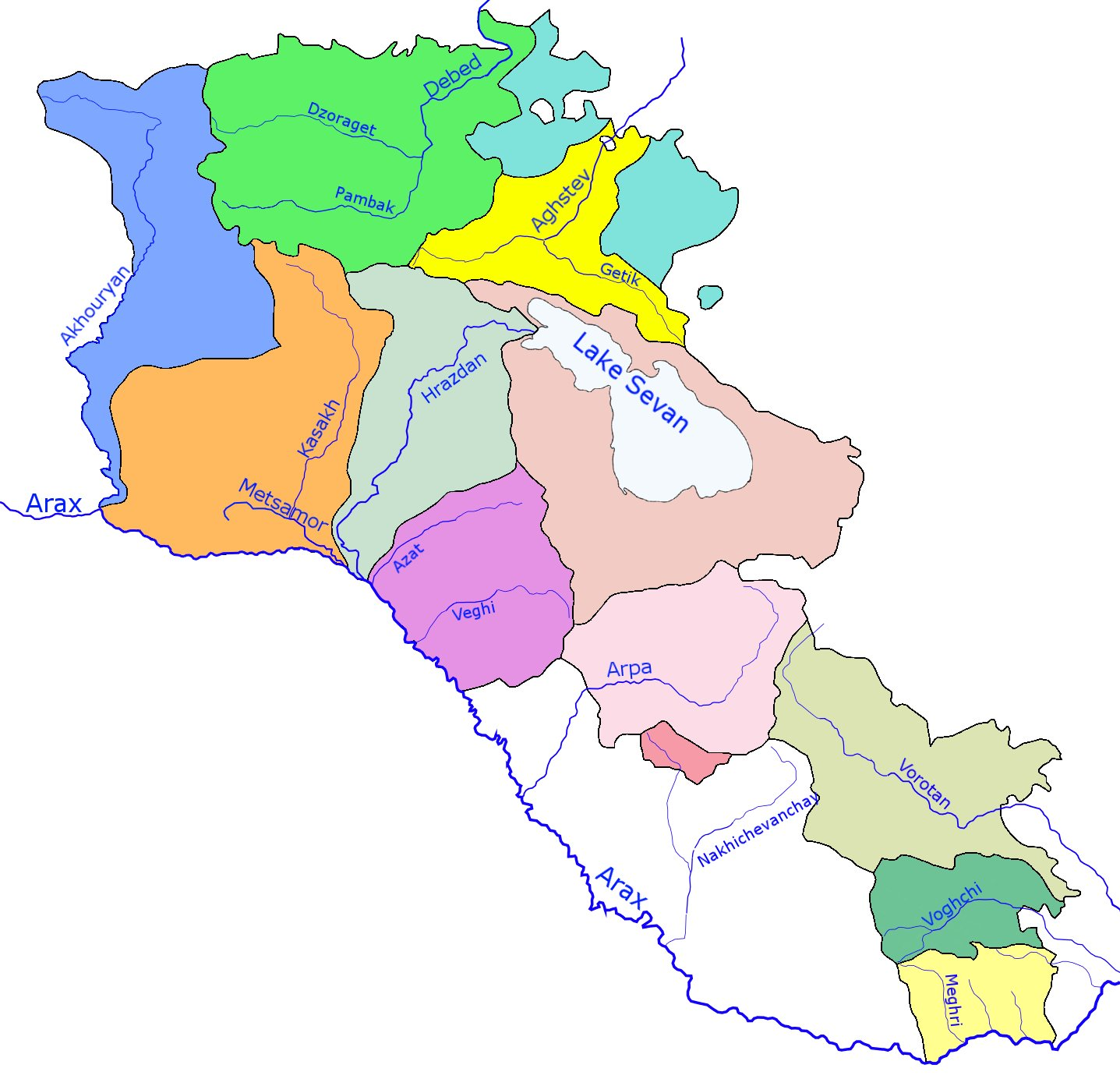
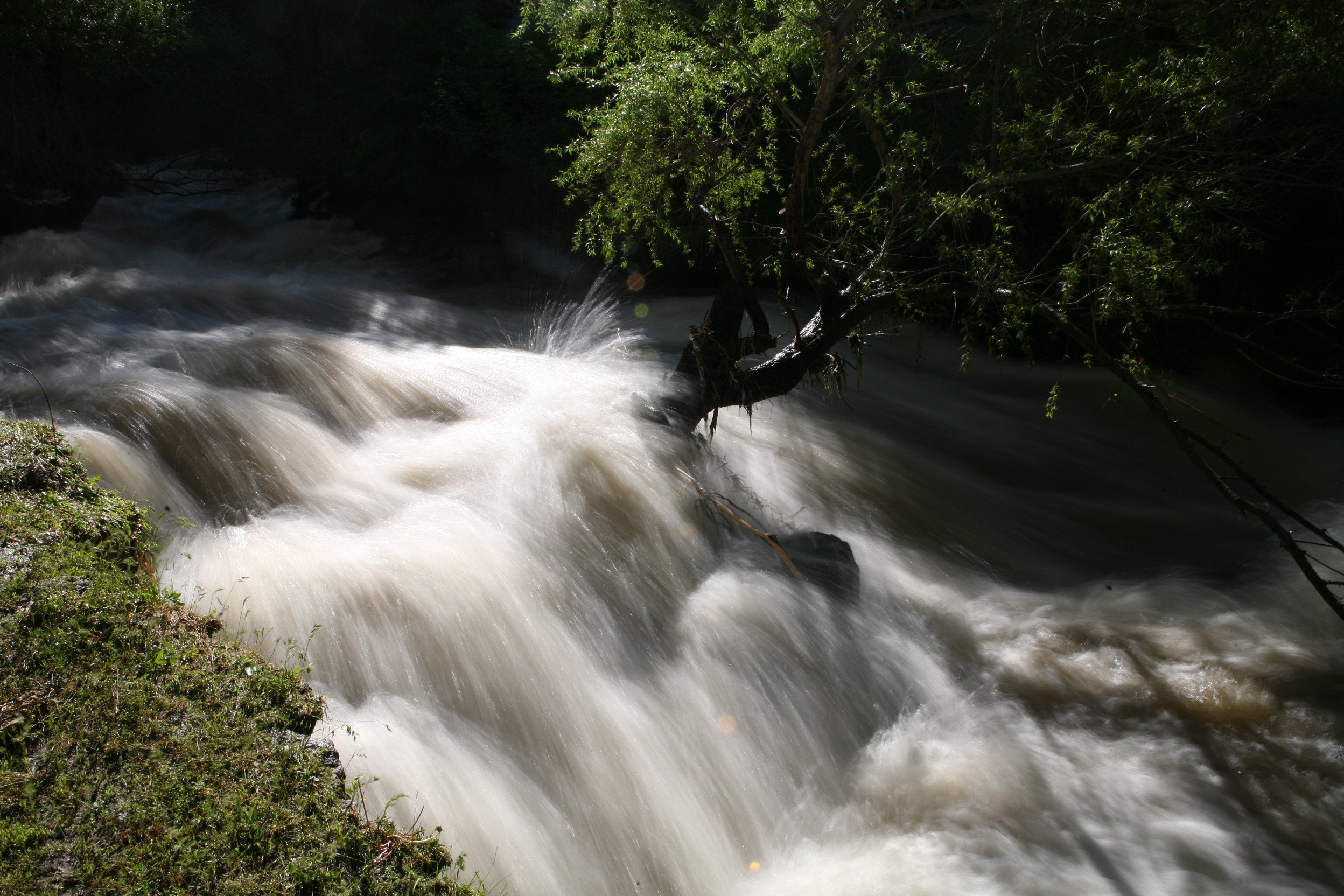
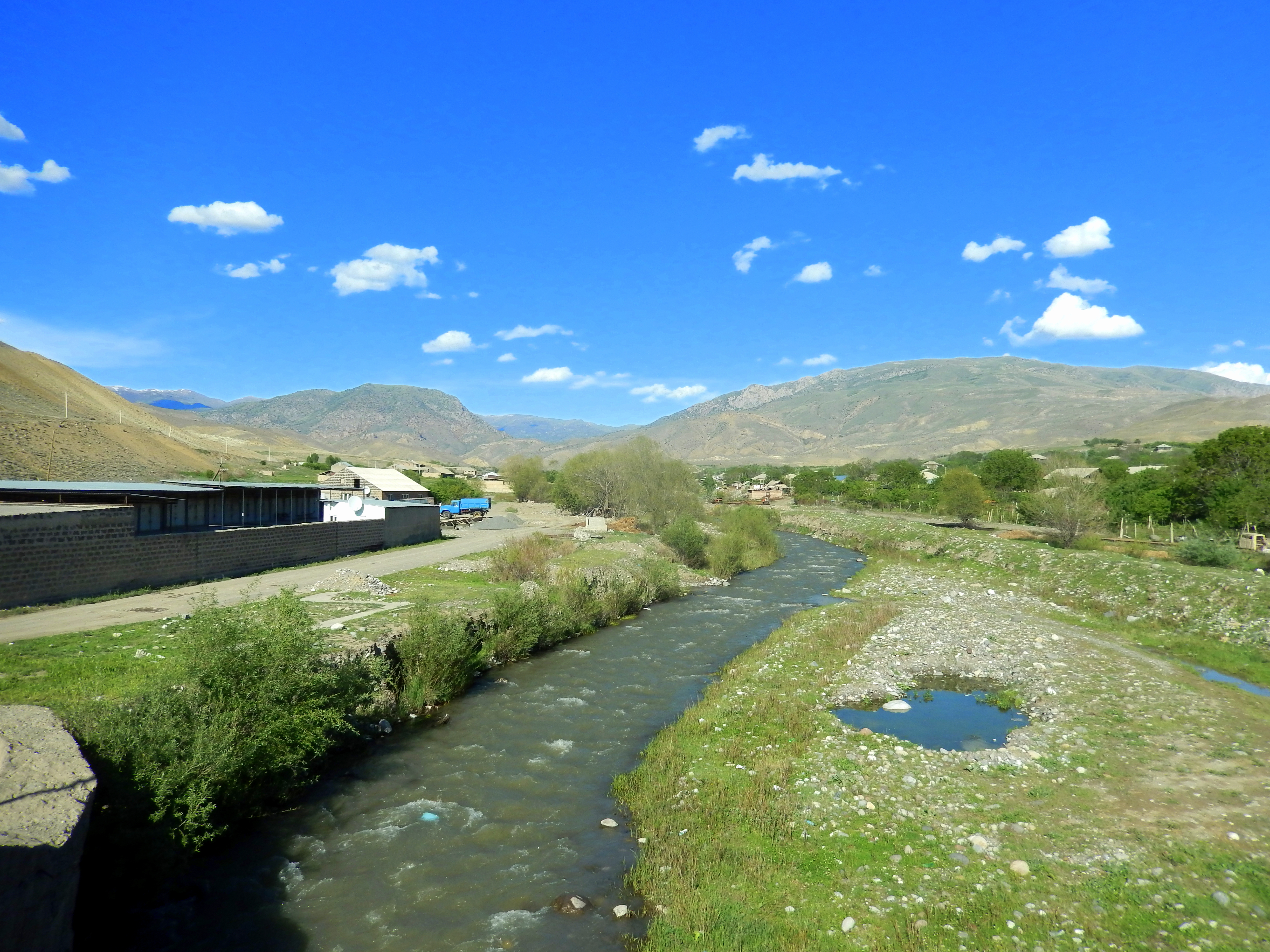
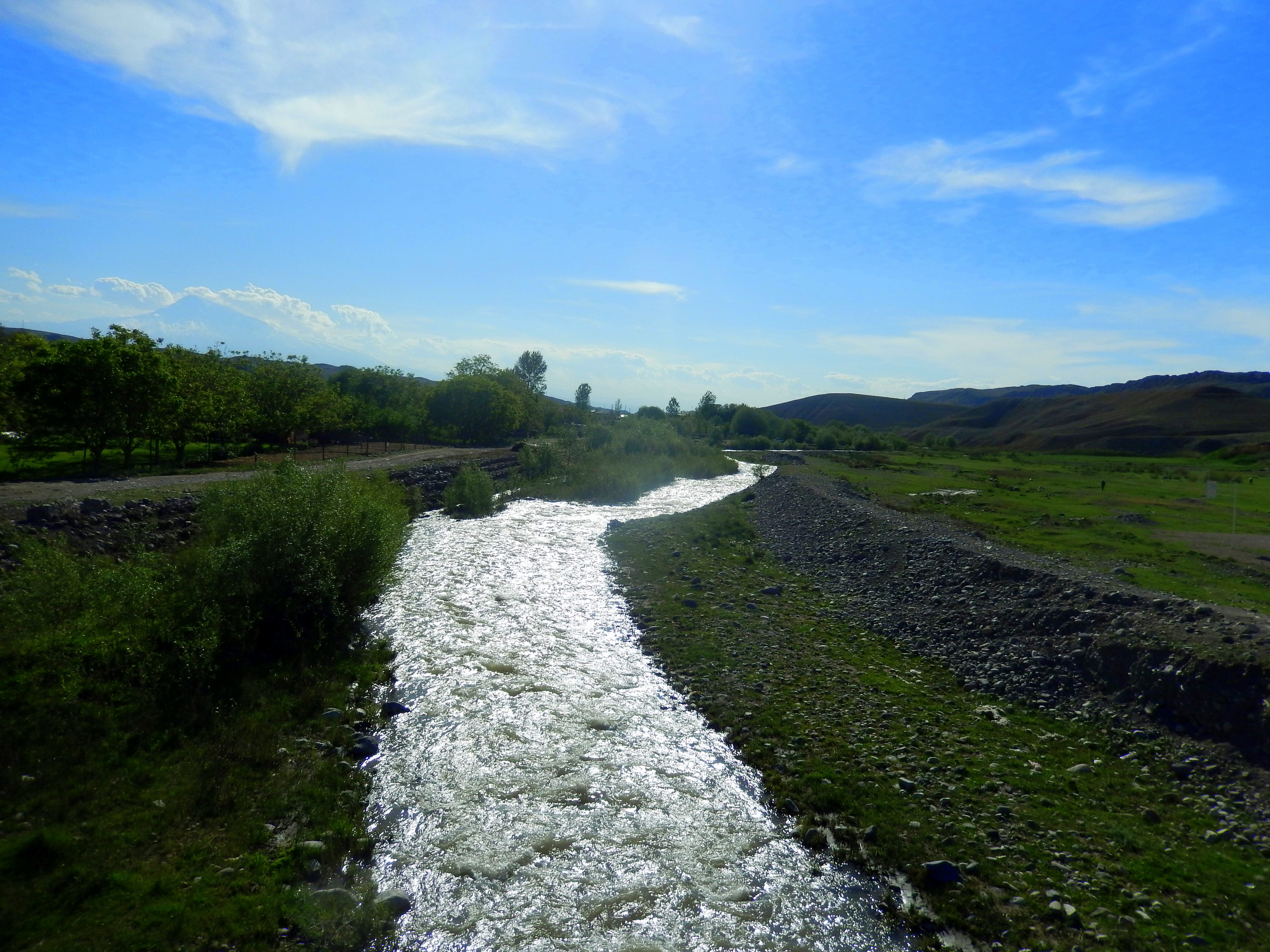
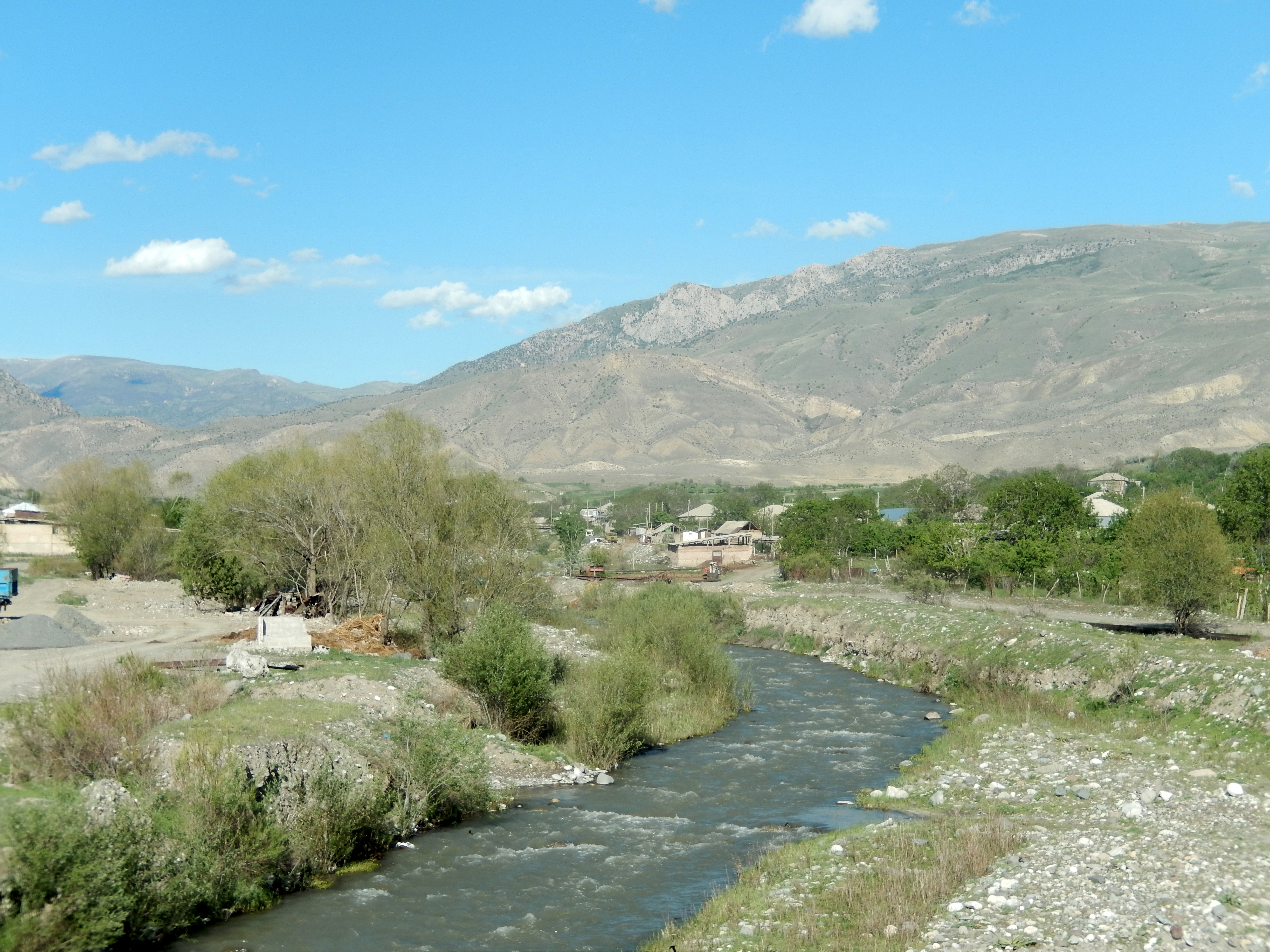
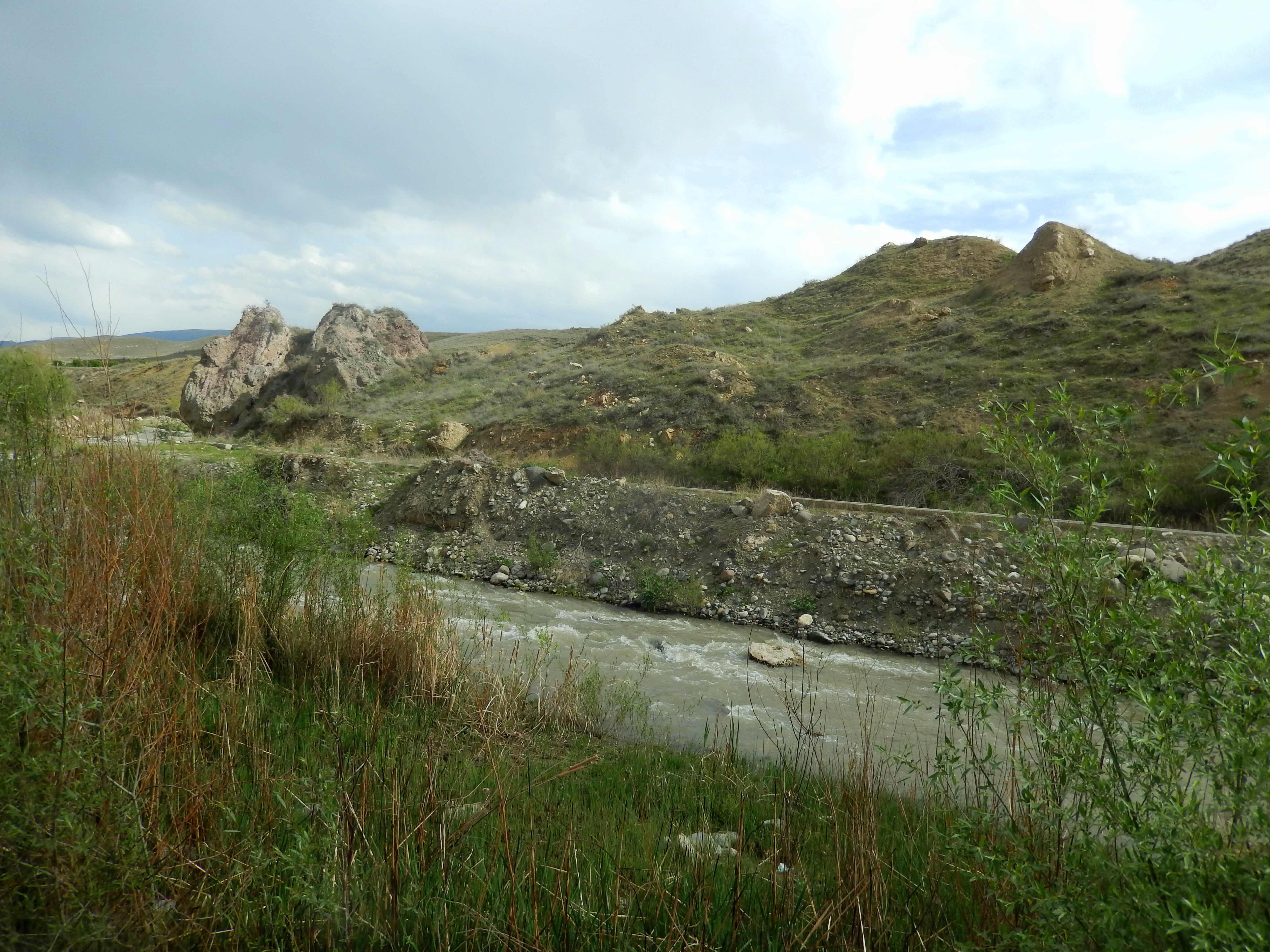
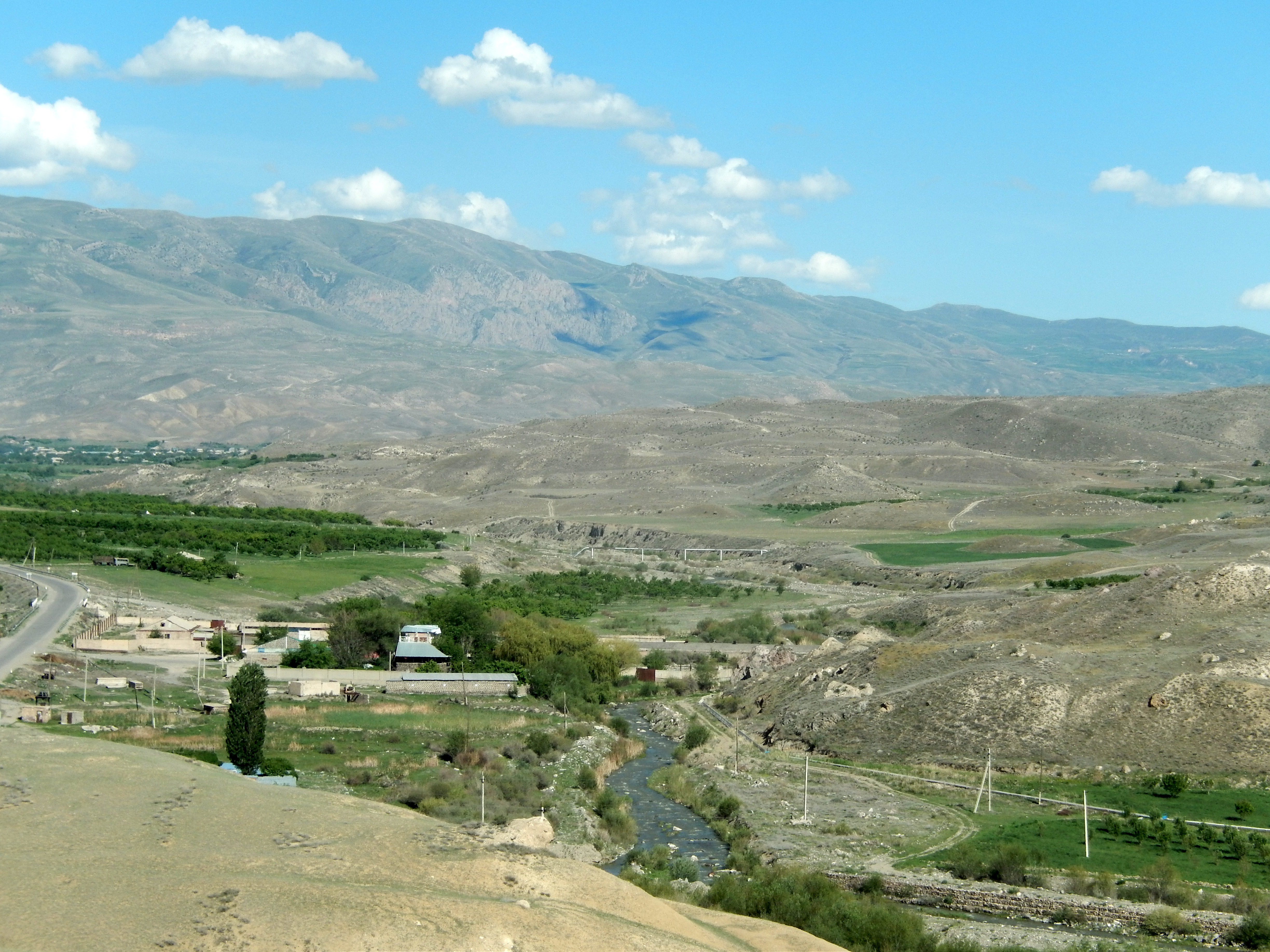